# Maison Guiette
Het Maison Guiette, ook Les Peupliers of Huis Guiette is een Belgisch bouwwerk in 1926 ontworpen door de Franse architect Le Corbusier. Het bouwwerk is gebouwd als atelier en woning voor de Antwerpse kunstschilder René Guiette. Guiette zelf noemde zijn woning steeds Les Peupliers.
De woning uit 1927 gelegen in de Populierenlaan in Antwerpen is het enige bewaarde gebouw van Le Corbusier in België. Hij ontwierp in 1958 voor de wereldtentoonstelling Expo 58 in Brussel samen met Iannis Xenakis het Philips Pavilion, maar dit werd na de tentoonstelling gesloopt. De bouw van het huis Guiette werd van 1926 tot 1927 gesuperviseerd door architect Paul Smekens. In 1983 kwam het pand in het bezit van modeontwerpster Ann Demeulemeester. Maison Guiette werd van 1987 tot 1988 na een periode van leegstand gerestaureerd onder leiding van de Belgische architect Georges Baines, die vijf jaar later in 1993 een uitbreiding op het volume realiseerde.
Het bouwwerk werd op 24 april 1978 erkend als monument van onroerend erfgoed, wat in het Belgisch Staatsblad werd gepubliceerd op 14 juni 1978.
De UNESCO Commissie voor het Werelderfgoed heeft op 17 juli 2016 in zijn 40e sessie in Istanboel ook dit pand toegevoegd aan de werelderfgoedlijst als onderdeel van een ruimere multinationale inschrijving van bouwwerken van Le Corbusier, Architecturaal werk van Le Corbusier.